# Phygadeuon clypearis
Phygadeuon clypearis là một loài tò vò trong họ Ichneumonidae.